# Veřejný prostor

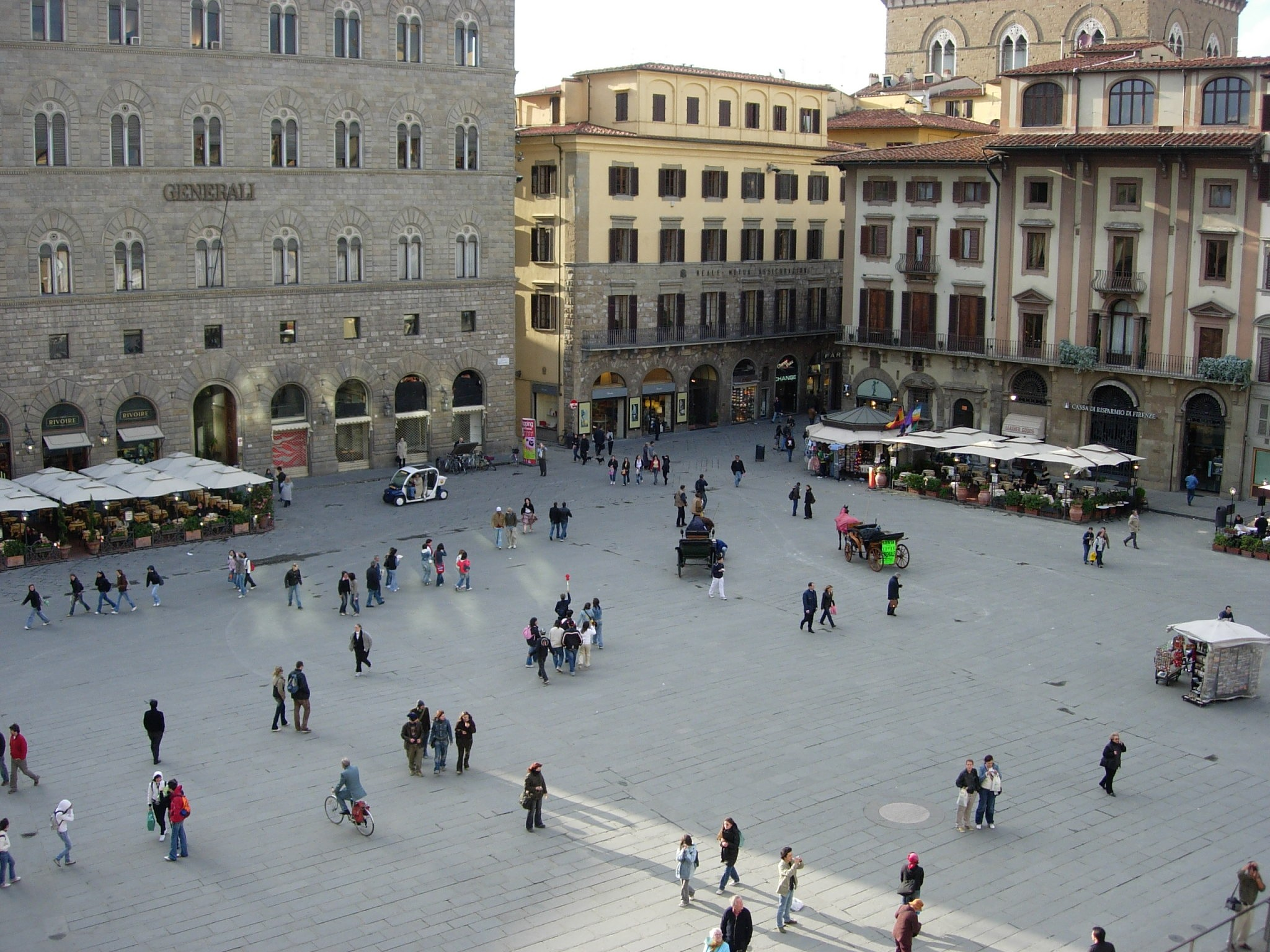
náměstí signorie ve Florencii, veřejný prostor

Veřejný prostor nebo veřejné prostranství jsou prostory, které jsou přístupné veřejnosti, typicky vlastněné veřejností, tedy státem nebo obcí. Tento pojem různé zákony různých zemí používají v rozličných kontextech a vymezeních, stejně jako jiné podobné pojmy (např. veřejně přístupné místo nebo místo přístupné veřejnosti apod.) vycházející z tradičního právního pojmu veřejného (obecného) užívání.

## Definice
Pojem veřejný prostor lze vyložit různými způsoby. Skrze nemateriální postoj je veřejný prostor zpravidla takový prostor, do nějž mají všichni za běžných okolností zákonný přístup [Atkinson 2003: 1830; Lofland 1973]. 
Podle interakcionistů, vzniká veřejný prostor skrze interakci mezi uživateli daného místa. Veřejný prostor se tedy neustále vytváří a mění. „Skrze každodenní jednání aktérů jsou prostoru připisovány významy“ [Pospěch, 2013]. Tento jev lze demonstrovat na následujícím příkladu: lidé bez domova si vyberou určité veřejné prostranství, kde se začnou pravidelně scházet. Tím dochází k přivlastnění tohoto prostoru skrze jeho užívání. Správě daného prostranství, kde se lidé bez domova začnou scházet, se to nelíbí, a proto se bude snažit bezdomovcům znepříjemnit nebo znemožnit přístup na daný prostor. Místa, která jsou určena v jejich případě k odpočinku, jako jsou sedací plochy, římsy, obrubníky atd., vybaví mechanismy, díky kterým jim zamezí tyto plochy využívat. Výsledek je sice takový, že lidé bez domova se přestanou v těchto místech scházet, ale veřejné prostranství má v očích kolemjdoucích již význam bezdomoveckého prostoru a tomuto místu se i přesto budou nadále vyhýbat. Z daného místa se stane „země nikoho“, kde se v budoucnu budou hromadit odpadky. V Česku lze nalézt hodně takovýchto míst hlavně v okolí nádraží a dopravních uzlů [Pospěch, 2013].

## Podoba
Institutem plánování a rozvoje hl. m. Prahy v manuálu veřejných prostranství definuje veřejný prostor jako „veřejně přístupnou komplexní fyzickou část prostředí, kterou je kromě veřejných prostranství také například veřejně přístupný prostor exteriéru města, vnitrobloku i vnitřního prostoru budov.“ To, že je veřejný prostor veřejně přístupný, rovněž vylučuje režim užívání, toto se však netýká režimu časového. Pojem veřejný prostor používáme i pro nehmotnou rovinu prostředí, která zahrnuje vztahy, myšlenky, děje, média apod. Veřejný prostor lze vnímat i jako celek či kontinuum.

## Veřejný vs. soukromý prostor
Veřejný prostor bývá často definován skrz dichotomii veřejný a soukromý (Malina, 2014). Veřejný prostor má na rozdíl od soukromého zákonný rámec, který je definován veřejným právem a veřejnými institucemi. Ve městech zastává veřejný prostor obchodní a politické funkce, naproti tomu soukromý prostor je vyhrazen pro produkci a reprodukci. Převedeme-li tento termín do divadelní terminologie, pak veřejný prostor tvoří jakousi divadelní scénu, a prostor soukromý jakési zákulisí. V neposlední řadě nesmíme zapomenout na to, že veřejný prostor je od soukromého oddělen celou řadou symbolických a architektonických prvků. [Siebel, Wehrheim 2003].

### Čtyři dimenze
Siebel a Wernheim třídí veřejný prostor na veřejný a soukromý, ale zároveň doplňují toto rozdělení pomocí čtyř dimenzí, a to na legální, funkcionální, sociální a materiální/symbolické.
1. Legální: Základní smysl legálního rozdělení autoři vidí v odlišnosti, kdo a za jakým účelem může prostory využívat. Zatímco veřejný prostor je řízen veřejným právem, ten soukromý je pod křídly vlastníka, proto se užívání těchto dvou prostorů liší.
2. Funkcionální: Tato dimenze se týká účelu užívání veřejných a soukromých prostor. Veřejné prostory, jako jsou například náměstí a ulice, slouží pro účely trhu a politiky, prostory soukromé jako jsou firmy nebo domovy slouží především pro účely produkce a reprodukce.
3. Sociální: Sociální dimenze cílí na to, jakým způsobem se cítíme nebo jak se prezentujeme v obou prostorách. Nacházíme-li se v prostoru veřejném, naše chování je stylizované a vytříbené, ve veřejném prostoru jsme anonymní. Naproti tomu v prostoru soukromém převládá intimita, můžeme dát průchod svým emocím, vládne zde domácí „pohoda.“
4. Materiální/symbolické: Poslední dimenze odlišuje veřejný a soukromý prostor prostřednictvím jejich vzhledu. Díky designu, materiálům a symbolům rozlišíme jejich legální, funkcionální a sociální charakter. [Malina, 2014, citováno dle Siebela a Wehrheima 2006: 20, 21].

### Z hlediska vlastnictví a využití
Dále členíme veřejné a soukromé prostory z hlediska jejich vlastnictví a využití.
- Prostory ve veřejném vlastnictví, veřejně využívané – to jsou např. ulice, parky, veřejné budovy.
- Prostory ve veřejném vlastnictví, využívané k administrativě – např. radnice, budovy úřadu, policejní stanice
- Prostory ve veřejném vlastnictví, jejich využití je svěřené soukromé správě – např. letiště, pouliční kavárny
- Prostory v soukromém vlastnictví, veřejně využívané s veřejnou funkcí – obchodní domy, soukromé nemocnice či školy.
- Prostory v soukromém vlastnictví, veřejně využívané, se soukromou funkcí – restaurace, kavárny.
- Prostory v soukromém vlastnictví sloužící k soukromému využití – rodinný dům.

Tento příklad dokládá, že ne všechny prostory ve veřejném vlastnictví jsou využívány k veřejným účelům a ne všechny soukromé prostory jsou využívány k účelům soukromým. Vlastnictví prostor a jejich využití je úzce propojeno mezi sebou a závisí na charakteru a vůli vlastníka, jak zamýšlí daný prostor využívat. [Jahnová, 2015].

### Poloveřejný a polosoukromý prostor

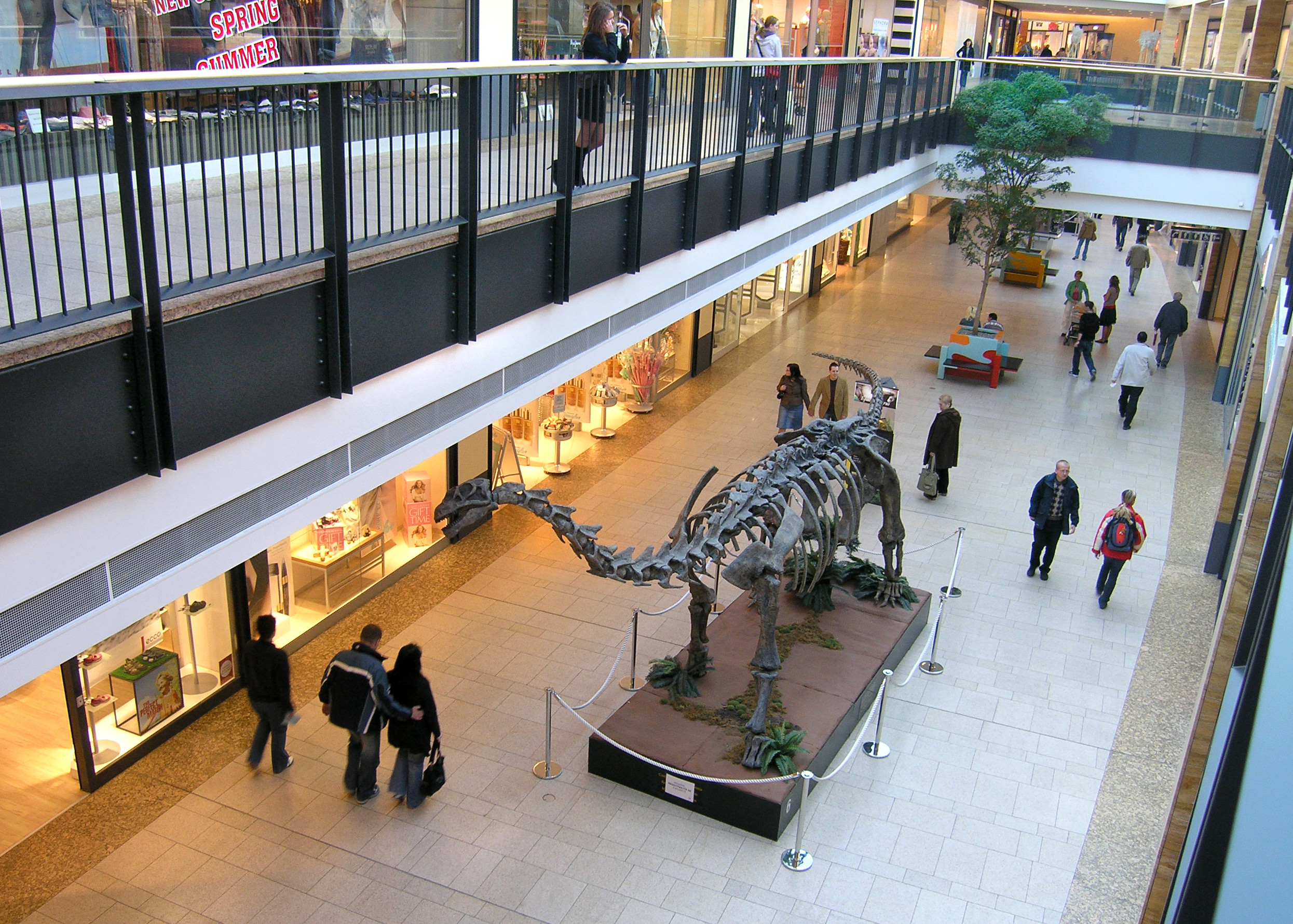
Obchodní centra se snaží tvářit jako veřejný prostor, ve skutečnosti jde o prostor polosoukromý. Pokud zde člověk například tráví čas nezaujatě – bez nakupování, může být vykázán

Oba typy těchto prostorů rozlišujeme také kvůli jejich otevřenosti. Lze tedy konstatovat, že mezi prostorem veřejným a soukromým existují také prostory poloveřejné a polosoukromé.
- Poloveřejné (kvaziveřejné) prostory jsou prostory, které vlastní veřejné instituce případně soukromé osoby, kde je sice povolen přístup a pohyb všech osob, tyto osoby však musí splňovat specifické podmínky. Například nesmí porušovat provozní řád, musí mít zakoupenou vstupenku či jinak povolený vstup. Příkladem jsou nákupní centra – nezaujaté trávení času zde nebývá vítané, je požadován konzum.[3]
- Polosoukromé prostory jsou prostory, které vlastní soukromé osoby a sdílejí je mezi více lidmi. Přístup a pohyb je umožněn pouze vybraným uživatelům tohoto prostoru. Mohou to být například sportovní kluby, noční kluby, hotely či zájmová sdružení.

Slovy amerického sociologa Ervinga Goffmana, který se veřejným prostorem zabývá, je veřejný prostor protiklad takového prostoru, ve kterém chování a jednání v něm určuje pouze jedna osoba, nebo úzká skupina osob, vlastník, provozovatel či správce tohoto prostoru, kteří určují pravidla užívání prostoru na základě svých specifických zájmů. Veřejný prostor patří podle Goffmana mezi otevřené instituce (Goffman 1961).

## Legislativa v Česku
Zákon o obcích číslo 128/2000 Sb. říká: „Veřejným prostranstvím jsou všechna náměstí, ulice, tržiště, chodníky, veřejná zeleň, parky a další prostory přístupné každému bez omezení, tedy sloužící obecnému užívání, a to bez ohledu na vlastnictví k tomuto prostoru.“ [zákon č. 128/2000 sb].
Podle vyjádření Poslanecké sněmovny Parlamentu České republiky, které je rekapitulováno v nálezu Ústavního soudu č. 211/2005 Sb., se pojem veřejné prostranství vyskytuje přibližně ve 138 (českých) právních předpisech a poprvé byl definován v zákoně č. 128/2000 Sb.

### Český zákon o obcích a související zákony
Definice veřejného prostranství se objevila v § 4 odst. 2 zákona ČNR č. 565/1990 Sb., o místních poplatcích. Byla výslovně určena jen pro účely tohoto zákona a měla podobu otevřeného výčtu: „Veřejným prostranstvím podle tohoto zákona jsou zejména náměstí, tržiště, silnice, místní komunikace, parky a veřejná zeleň, jakož i další prostory přístupné každému bez omezení.“
Na základě pozměňovacího návrhu poslance L. Š. se obdobná definice dostala i do § 34 českého zákona o obcích, č. 128/2000 Sb., který definuje veřejné prostranství jako všechna náměstí, ulice, tržiště, chodníky, veřejná zeleň, parky a další prostory přístupné každému bez omezení, tedy sloužící obecnému užívání, a to bez ohledu na vlastnictví k tomuto prostoru. V předchozí právní úpravě (zákon o obcích č. 367/1990 Sb.) se pojem vyskytoval také, ale bez přímé definice.
Novelizačním zákonem č. 229/2003 Sb. byla s účinností od 1. ledna 2004 definice veřejného prostranství ze zákona o místních poplatcích vypuštěna a nahrazena odkazem na definici v zákoně o obcích.
Český zákon o obcích používá tento pojem
- v ustanovení § 10 písm. a), které umožňuje obci obecně závaznou vyhláškou zakázat na některých veřejných prostranstvích v obci činnosti, jež by mohly narušit veřejný pořádek v obci nebo být v rozporu s dobrými mravy, ochranou bezpečnosti, zdraví a majetku
- v ustanovení § 10 písm. c), které umožňuje obci obecně závaznou vyhláškou ukládat povinnosti k zajištění udržování čistoty veřejných prostranství,
- v ustanovení § 20 odst. 1, které umožňuje obci rozhodovat o názvech veřejných prostranství
- v ustanovení § 31 odst. 4, které umožňuje označovat budovy umístěné na veřejných prostranstvích též číslem orientačním

Zákon o hlavním městě Praze (131/2000 Sb.) používá termín v podobných souvislostech, avšak nedefinuje jej. Stavební zákon č. 183/2006 Sb. odkazuje na definici veřejného prostranství v zákoně o obcích.
Termín je použit i v zákoně ČNR č. 565/1990 Sb., o místních poplatcích. Podle § 14 obec určí obecně závaznou vyhláškou místa, která podléhají poplatku za užívání veřejného prostranství podle § 4.
Pojem vznikal spíše zvykově, přičemž o jeho přesný rozsah existují výkladové spory. Slovo „prostranství“ a výčet příkladů nasvědčují tomu, že lze do pojmu zahrnout jen otevřená prostranství, nikoliv veřejně přístupné interiéry veřejných budov, provozoven či vozidel poskytujících veřejné služby atd.
Spory vznikají zejména kvůli tomu, která místa podléhají poplatku za tzv. zvláštní užívání veřejného prostranství, který v některých případech musí obci platit dokonce i majitel pozemku. Ústavní soud v nálezu sp. zn. Pl. ÚS 21/02 (č. 211/2005 Sb.) uvedl, že při rozhodování, která místa v obci podléhají poplatku za užívání veřejného prostranství, je obec vázána nejen definicí veřejného prostranství v § 34 zákona o obcích, ale i celým systémem územního plánování a stavebního řízení a že „další prostory přístupné každému bez omezení“ je nutno chápat jako prostranství obdobného charakteru jako náměstí, tržiště, silnice, místní komunikace, parky a veřejná zeleň, nikoliv jako „jiné prostory“.
Skupina poslanců PS PČR navrhla zrušení § 34 zákona o obcích, jehož obsahem je definice veřejného prostranství, a obdobného ustanovení v zákoně o místních poplatcích, protože podle nich nepřiměřeným způsobem zasahují do vlastnického práva garantovaného českým ústavním pořádkem (např. čl. 11 odst. 4 Listiny základních práv a svobod). Ústavní soud 22. března 2005 nálezem č. 211/2005 Sb. první návrh zamítl, zejména s ohledem na dávnou právní tradici omezení vlastnického práva obecným užíváním, druhý návrh nebyl v době rozhodování soudu již aktuální. Vyžadování místního poplatku za užívání po vlastníkovi pozemku označil ústavní soud za nesprávnou aplikaci zákona, proti níž však je třeba se bránit před správními soudy.
Podle judikátu Nejvyššího soudu (sp. zn. 32 Odo 872/2003) definice veřejného prostranství v zákoně o obcích neznamená, že obec má absolutní právo na to, aby vlastník pozemku, který je součástí veřejného prostranství, strpěl ve všech možných případech jeho bezplatné užívání; případné bezdůvodné obohacení užíváním pozemku ze strany obce by měly řešit obecné soudy.

### Autorské právo
Český autorský zákon tento termín také používá v závěru otevřeného výčtu konkrétních typů veřejných prostranství, ale blíže jej nedefinuje ani neodkazuje na definici v zákoně o obcích. Stanoví podmínky, za nichž smějí být díla, umístěná trvale na veřejném prostranství, bez svolení autora zobrazována a tato zobrazení užívána (tzv. svoboda panoramatu).

## Historie

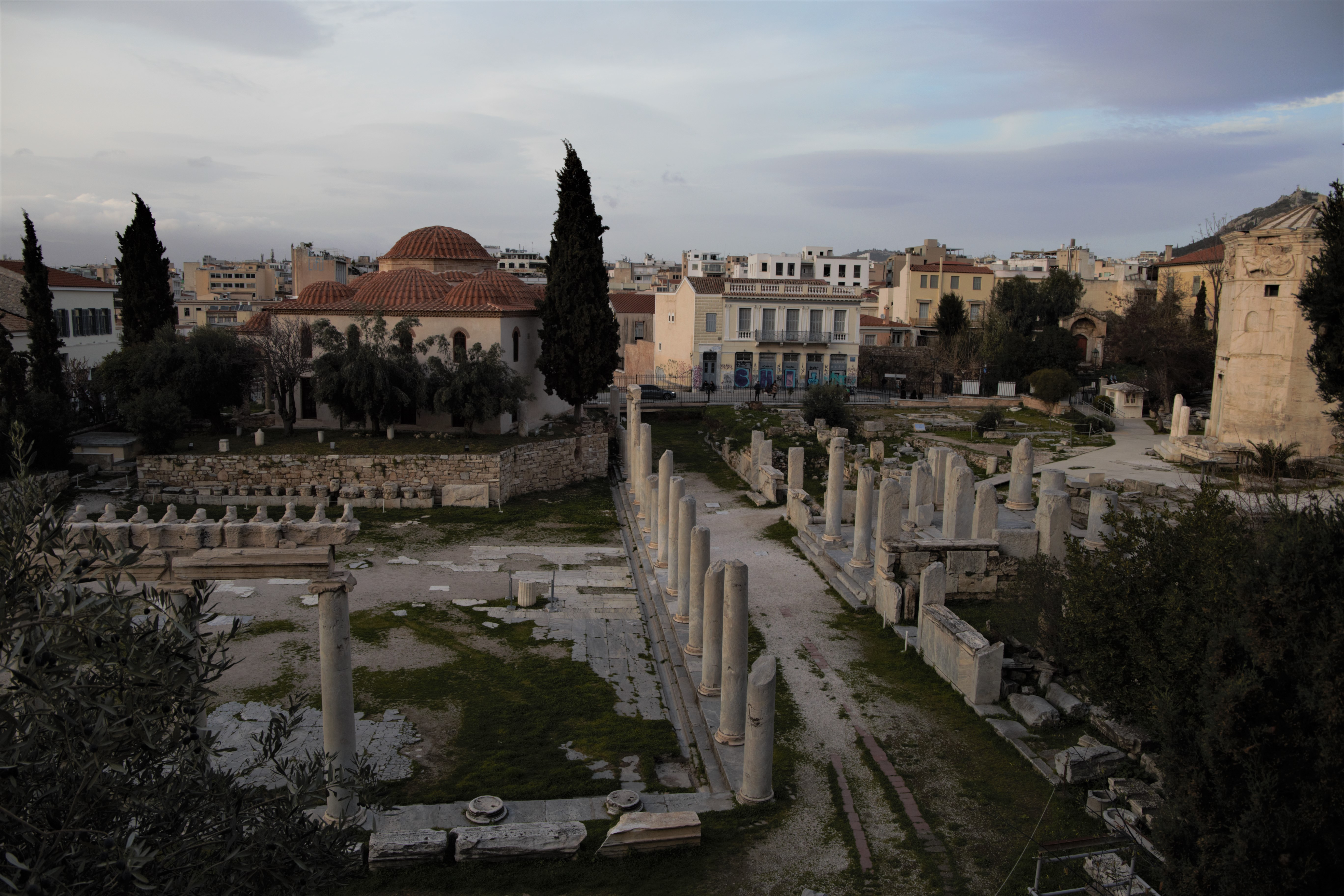
Agora v Athénách

Historie veřejného prostoru sahá do starověkého Řecka, kde vznikaly takzvané agory, což byly shromaždiště uprostřed měst, kde lidé se lidé mohli veřejně vyjadřovat. Agory položily základní stavební kámen ke vzniku důležitých veřejných budov jako jsou městská rada, kostely atd. [Svoboda 1973].
Ve středověku to bylo náměstí, které bylo považováno za hlavní veřejný prostor ve městech, mělo ale odlišné funkce než agora. Agora byla ve starověkém Řecku vnímána jako místo, kde se projednávala státní správa, náměstí ve středověku byla naproti tomu určena spíše jako prostor pro trh a projednávala se zde spíše lokální politika. Lidé se na náměstích nepodíleli na výkonu moci, klíčová rozhodnutí se odehrávala prostřednictvím rozhodnutí panovníka mimo město.
V 21. století je význam těchto prostorů odlišný a je méně používán ke každodennímu provozu, pro lepší přirovnání citace Camilla Sitteho: „veřejné prostory se stávají pouze určitým přerušením v jednotvárném moři domů.“ [Sitte 1995: 16].
Význam veřejných prostor a činnosti v něm se proměňují a podléhají společenským změnám. Zdeněk Uherek a kol. v analýze veřejného prostoru shrnují tři hlavní aspekty, které se podepisují na proměně veřejného prostoru [Beranská, Uherek 2014: 17].
- Veřejný prostor a sociální život jsou úzce propojené a změny sociálního života se přímo odráží ve změnách společenského prostoru. Tyto změny se projevují činnostmi, které zde jednotlivé skupiny obyvatel uskutečňují.
- Činnosti uskutečňované lidmi ve veřejném prostoru musí mít pro tyto lidi nějaký význam či užitek. S postupem doby si ale lidé našli cestu, jak by svoje potřeby mohli plnit pohodlněji a efektivněji, staré formy proto postupně opouští.
- Lidé sice nostalgicky vzpomínají na veřejný prostor v podobě, jaký ho znají z minulosti a připomínají si aktivity, které se v něm odehrály, avšak možnost obnovovat jejich staré zvyky a tradice často občany utvrdí v tom, že tyto nostalgicky vzpomínané praktiky již v současné době nemohou být reprodukovány jako součást jejich každodenního života. [Jahnová, 2015].

## Přístupy k veřejnému prostoru

### Násilí a dohled
Odpovědnost za fungování veřejného prostoru přebírá stát, domnívá se Michel Foucault. Jelikož lidé ve veřejném prostoru usilují o moc, musí existovat činitel, jímž je právě stát, který zajistí nad děním patřičnou kontrolu. Stát má výhradní právo na dohled a použití násilí. Disciplína se tak ve veřejném prostoru stává zásadní, protože účastníci veřejného prostoru nezjistí, zda jsou v daných okamžicích sledováni. Z toho vyplývá i nutnost vzájemné důvěry mezi účastníky.

### Interpretativní přístup
Každý aktivní účastník veřejného prostoru vždy vstupuje do role, skrze kterou okolí demonstruje své postavení a záměry. Podle interpretativního přístupu se veřejný prostor neustále proměňuje, a na těchto změnách mají podíl všichni účastníci, kteří veřejný prostor mezi sebou sdílí.

### Vyjednávání o pozici ve veřejném prostoru
Veřejný prostor je podle Henriho Lefebvreva místem, kde nepřetržitě probíhá vyjednávání účastníků o své postavení v něm. V případě vyloučení z veřejného prostoru má účastník možnost pokusit se uplatnit „právo na město“. Neúspěch by pak znamenal, že veřejný prostor nefunguje, jelikož přestává být veřejným.